# John Clawson
John Richard Clawson (Duluth, Minnesota, 15 de mayo de 1944-Walnut Creek, California, 15 de diciembre de 2018) fue un jugador de baloncesto estadounidense. Con 1.93 de estatura, su puesto natural en la cancha era el de alero. Fue miembro de la selección de baloncesto de Estados Unidos, con la que compitió en el Campeonato Mundial de Baloncesto de 1967 y en los Juegos Olímpicos de México 1968.

## Trayectoria
Egresado de la Naperville Community High School de Indiana, fue reclutado en 1963 por la Universidad de Michigan para jugar con los Wolverines en la División I de la NCAA. Con ese equipo se consagraría tres veces campeón de la Big Ten Conference.
Al culminar su última temporada universitaria, jugó junto a Cazzie Russell y Oliver Darden en el campeonato nacional de la AAU como parte de los Detroit Ford Mustangs, obteniendo el título en disputa.
Posteriormente Clawson se alistó en el Ejército de los Estados Unidos, por lo que pasó a jugar al baloncesto en los torneos intramuros de la institución. Por su talento para el juego, fue convocado para formar parte de los US Armed Forces All-Stars, un combinado de militares que competía en los torneos de la AAU. Con ese equipo obtendría el campeonato nacional de 1968.
En 1967 fue miembro de la selección de baloncesto de Estados Unidos que terminó cuarta en el Campeonato Mundial de Baloncesto y de la que obtuvo la medalla de oro en los Juegos Panamericanos. Al año siguiente fue seleccionado para integrar el equipo olímpico de su país, el cual conquistaría el torneo de baloncesto de los Juegos Olímpicos de México 1968, adjudicándose de ese modo la medalla de oro.
Jugó profesionalmente la temporada 1968-69 de la ABA como miembro de los Oakland Oaks, siendo suplente de Rick Barry. Una vez más, Clawson se consagraría campeón con su equipo.